# ريماس كورتينيتيس
ريماس كورتينيتيس مواليد 15 مايو 1960 في كاوناس، الجمهورية الليتوانية السوفيتية الاشتراكية، الاتحاد السوفيتي، هو لاعب كرة سلة ليتواني معتزل تحول إلى التدريب بعد الاعتزال بدأ مسيرته الاحترافية في سنة 1981. يدرب في الدوري الليتواني لكرة السلة. يبلغ طوله 6 قدم 5 بوصة (2.0 م). مثّل منتخب بلاده. شارك في دورة الألعاب الأولمبية الصيفية سنة 1988. اعتزل اللعب في 2006.

## المسيرة الاحترافية
لعب مع سسكا موسكو في الدوري الروسي من سنة 1981 إلى 1983، ثم لعب مع زالغيريس لكرة السلة من سنة 1983 إلى 1989، ثم لعب مع هاغن من سنة 1989 إلى 1992، ثم لعب مع بيناس ويسكا في الدوري الإسباني في سنة 1992، ثم لعب مع تاونسفيل كروكودايلز في الدوري الأسترالي في سنة 1993، ثم لعب مع ريال مدريد لكرة السلة في الدوري الإسباني من سنة 1993 إلى 1995، ثم لعب مع إلان شالون في الدوري الفرنسي في موسم 1996–1997.

## سجل المنافسة
شارك في المنافسات التالية:
- بطولة أمم أوروبا لكرة السلة 1985
- بطولة أمم أوروبا لكرة السلة 1989
- بطولة أمم أوروبا لكرة السلة 1995

## الميداليات
| الميدالية | المسابقة                         |
| --------- | -------------------------------- |
| ذهبية     | الألعاب الأولمبية الصيفية 1988   |
| فضية      | بطولة كأس العالم لكرة السلة 1986 |
| ذهبية     | بطولة أمم أوروبا لكرة السلة 1985 |
| برونزية   | بطولة أمم أوروبا لكرة السلة 1989 |
| برونزية   | الألعاب الأولمبية الصيفية 1992   |
| برونزية   | الألعاب الأولمبية الصيفية 1996   |
| فضية      | بطولة أمم أوروبا لكرة السلة 1995 |

## روابط خارجية
- ريماس كورتينيتيس على موقع الاتحاد الدولي لكرة السلة (الإنجليزية)
- ريماس كورتينيتيس على موقع كرة السلة الأوروبية.كوم (الإنجليزية)
- ريماس كورتينيتيس على موقع ريلجم (الإنجليزية)
- ريماس كورتينيتيس على موقع بروبوليرز (الإنجليزية)
- ريماس كورتينيتيس على موقع سبورتس رفرنس (الإنجليزية)
- ريماس كورتينيتيس على موقع اللجنة الأولمبية الدولية (الإنجليزية)
- ريماس كورتينيتيس على موقع أوليمبيديا (الإنجليزية)